# Orgel uit de Nederlands Hervormde Kerk in Scheemda
Het Orgel uit de Nederlands Hervormde Kerk in Scheemda is een kerkorgel in het Rijksmuseum in Amsterdam. Het bestaat uit een rijk beschilderde orgelkas met loos binnenwerk. Het oorspronkelijke pijpwerk is eind 19e eeuw verloren gegaan.

## Beschrijving

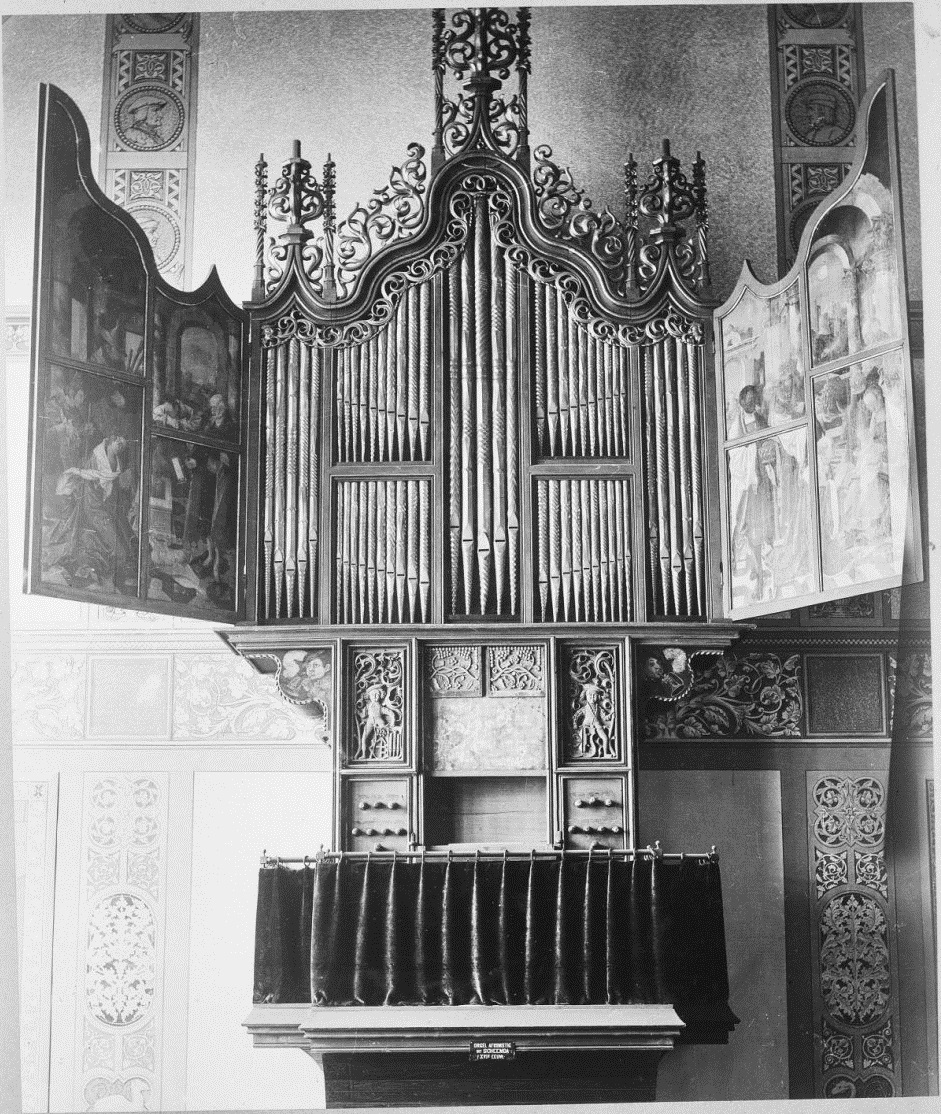
Het orgel in geopende stand.

De pijpenbundels zijn in zeven groepen verdeeld. Het orgel kan worden afgesloten door middel van twee beschilderde luiken. Op het linkerluik is aan de binnenzijde De Geboorte en De Aanbidding der Herders afgebeeld; op het rechter binnenluik De Aanbidding der Koningen. De buitenzijde is beschilderd met een boom van Jesse. Daaronder bevinden zich verschillende briefpanelen met daarop twee wapens. Het wapen links (met huismerk en drie orgelpijpen) is dat van de orgelbouwer; het wapen rechts dat van het kistemakersgilde van Groningen. De zijvoluten zijn een latere toevoeging.

## Toeschrijving en datering
Het orgel bevat tussen de vele versieringen een banderol met daarop het opschrift ‘Magister Iohannes Emedensis anno domini ende XXVI. MCCCCC’ (Meester Johannes Emedensis in het jaar 1526). Waarschijnlijk wordt hiermee bedoeld de orgelbouwer Johan Molner, die burgerrecht van Emden verwierf in 1518/1519. De identiteit van de schilder werd in het verleden gezocht in de omgeving van Jan Swart van Groningen. Tegenwoordig staan de schilderingen te boek als anoniem. Volgens het RKD was de schilder een Nederlander, volgens het Rijksmuseum een Duitser.

## Herkomst
Het orgel is afkomstig uit de Nederlands Hervormde Kerk in Scheemda. In 1874 werd het door het kerkbestuur verkocht aan J. Verwer te Leeuwarden en vervangen door het huidige orgel van Roelf Meijer uit Veendam. Van 1886 tot 1889 gaf Verwer het in bruikleen aan het Rijksmuseum, dat het vervolgens in 1896 aankocht met steun van de Vereniging Rembrandt.